# Europese kampioenschappen BMX 2018
De Europese kampioenschappen BMX van 2018 werden 10 en 11 augustus gehouden in Glasgow. De kampioenschappen voor junioren werden gehouden op 13 juli in Sarrians, Frankrijk.

## Resultaten

### Elite

#### mannen
| № | Naam          | Land                | Tijd   |
| - | ------------- | ------------------- | ------ |
| 1 | Kyle Evans    | Verenigd Koninkrijk | 34.715 |
| 1 | Kye Whyte     | Verenigd Koninkrijk | 35.372 |
| 1 | Sylvain André | Frankrijk           | 55.458 |

#### Vrouwen
| № | Naam                       | Land       | Tijd   |
| - | -------------------------- | ---------- | ------ |
| 1 | Laura Smulders             | Nederland  | 38.700 |
| 1 | Simone Tetsche Christensen | Denemarken | 38.965 |
| 1 | Jaroslava Bondarenko       | Rusland    | 40.067 |

### Junioren
|         | Goud           | Zilver            | Brons           |
| ------- | -------------- | ----------------- | --------------- |
| Mannen  | Léo Garoyan    | Dylan Gobert      | Hugo Marszalek  |
| Vrouwen | Indy Scheepers | Eliška Bartůňková | Charlotte Morot |